# Gummersbach
Gummersbach (ⓘ) ist die Kreisstadt des Oberbergischen Kreises im Regierungsbezirk Köln in Nordrhein-Westfalen.
Die Mittelstadt wurde früher auch als „Lindenstadt“ bezeichnet, da Lindenbäume die Hauptstraße säumten. Bis in die 1920er Jahre nannten die Bürger ihre Stadt auch Klein-Paris. Heute ist Gummersbach ein Mittelzentrum im Oberbergischen Kreis und durch den Handball-Bundesligaverein VfL Gummersbach bekannt.

## Geographie
Gummersbach liegt im Bergischen Land, einer Region im Rheinischen Schiefergebirge im Süden des Bundeslandes Nordrhein-Westfalen. Nahe Gummersbach liegt die Homert, mit 519,2 Metern über NHN die höchste Erhebung des Bergischen Landes, das von zahlreichen Wäldern und einigen Seen geprägt ist. Die nächstgelegenen größeren Städte sind Lüdenscheid im Norden, Bergisch Gladbach im Westen, Remscheid im Nordwesten und Siegen im Südosten.
Gewässer

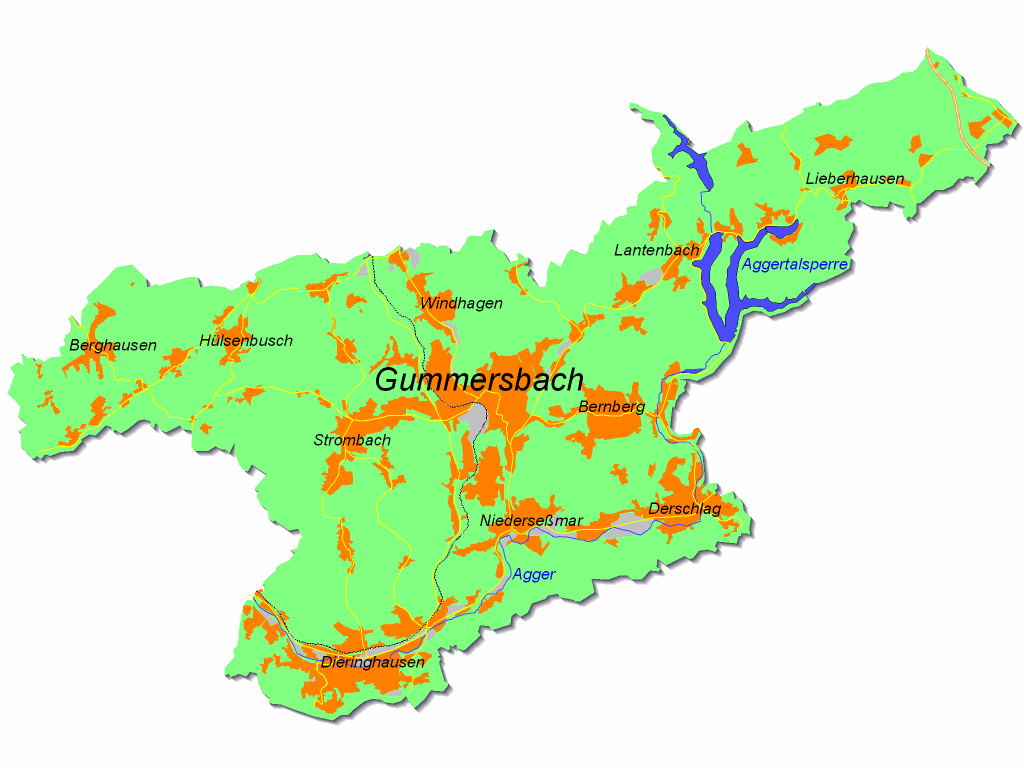
Karte des Stadtgebietes

Durch Gummersbach fließt die Agger, ein Nebenfluss der Sieg, die auch Namensgeberin der Aggertalsperre ist. Eine weitere Talsperre, die für die Trinkwasserversorgung wichtige Genkeltalsperre, liegt teilweise auf Gummersbacher Gebiet. Die Nebenflüsse der Agger, die ganz oder teilweise durch Gummersbach führen, sind (in Fließrichtung, also von Ost nach West) die Steinagger, der Seßmarbach, der Rospebach, der Strombach und der Loper Bach. Ein relativ kurzer Nebenfluss des Rospebachs ist der Bach, dessen Namen die Stadt trägt, der Gummersbach, er verläuft im Bereich des Gummersbacher Stadtzentrums unterirdisch (Beginn der unterirdischen Führung ist in der Nähe von Dörrenberg Edelstahl, oberhalb des Denkmalwegs, die Wiederaustrittsstelle liegt neben der Rospestraße unterhalb des Steinmüllergeländes).
Nachbargemeinden
| Lindlar                | Marienheide | Meinerzhagen             |
| Engelskirchen, Lindlar |             | Bergneustadt, Drolshagen |
| Engelskirchen          | Wiehl       | Reichshof                |

Klima
Aufgrund der Lage Gummersbachs im Bergischen Land steht die Stadt unter dem Einfluss sowohl von maritimen als auch kontinentalen Luftmassen, was zu mäßigen Temperaturschwankungen im Jahresverlauf führt. In Gummersbach ist der Juni mit einer Durchschnittstemperatur von etwa 17,4 °C der wärmste, der Januar mit 1,9 °C der kälteste Monat.
Die Niederschlagsmengen in Gummersbach bewirken einen humiden Jahresverlauf, wobei im Dezember mit etwa 90 mm Niederschlagshöhe die meisten Niederschläge fallen. Die mittlere Niederschlagsmenge in Gummersbach beträgt pro Jahr rund 1200 mm. Die Anzahl der Regentage liegt bei rund 180 Tagen. Die durchschnittliche Anzahl an Frosttagen liegt bei rund 50 Tagen. Schnee ist im Winter nicht ungewöhnlich und fällt häufiger als beispielsweise in Köln.
|                        | Jan   | Feb   | Mär   | Apr  | Mai   | Jun  | Jul   | Aug   | Sep  | Okt   | Nov   | Dez   |   |      |
| Mittl. Temperatur (°C) | 1,9   | 4,0   | 5,5   | 7,9  | 12,2  | 17,4 | 16,9  | 17,3  | 14,1 | 10,3  | 5,4   | 3,0   | ⌀ | 9,7  |
| Mittl. Tagesmax. (°C)  | 3,9   | 7,0   | 9,9   | 12,9 | 17,5  | 23,0 | 22,4  | 22,8  | 19,6 | 14,0  | 8,0   | 5,0   | ⌀ | 13,9 |
| Mittl. Tagesmin. (°C)  | −0,3  | 0,9   | 1,3   | 2,8  | 6,5   | 11,2 | 11,3  | 12,0  | 8,9  | 6,8   | 2,6   | 0,8   | ⌀ | 5,4  |
|                        |       |       |       |      |       |      |       |       |      |       |       |       |   |      |
| Niederschlag (mm)      | 176,0 | 188,0 | 117,0 | 99,0 | 106,0 | 73,0 | 111,0 | 102,0 | 96,0 | 145,0 | 132,0 | 181,0 | Σ | 1526 |
|                        |       |       |       |      |       |      |       |       |      |       |       |       |   |      |
| Sonnenstunden (h/d)    | 2,6   | 3,8   | 5,3   | 7,8  | 8,7   | 9,3  | 9,4   | 8,4   | 6,3  | 4,6   | 3,0   | 2,4   | ⌀ | 6    |
|                        |       |       |       |      |       |      |       |       |      |       |       |       |   |      |
| Regentage (d)          | 24    | 20    | 16    | 14   | 14    | 13   | 15    | 16    | 14   | 21    | 23    | 24    | Σ | 214  |
|                        |       |       |       |      |       |      |       |       |      |       |       |       |   |      |
| Luftfeuchtigkeit (%)   | 88    | 86    | 80    | 72   | 72    | 72   | 73    | 75    | 80   | 84    | 90    | 89    | ⌀ | 80,1 |

| −0,3 |

| 0,9 |

| 1,3 |

| 2,8 |

| 6,5 |

| 11,2 |

| 11,3 |

| 12,0 |

| 8,9 |

| 6,8 |

| 2,6 |

| 0,8 |

| −0,3 |

| 0,9 |

| 1,3 |

| 2,8 |

| 6,5 |

| 11,2 |

| 11,3 |

| 12,0 |

| 8,9 |

| 6,8 |

| 2,6 |

| 0,8 |

## Geschichte

### Mittelalter
Die erste gesicherte Erwähnung des Ortes stammt aus dem Jahr 1109. Eine Urkunde Erzbischof Friedrichs I. von Köln befasst sich unter anderem mit der Ermäßigung der Kathedersteuer für “ecclesia que est in gum̅eresbracht” (deutsch: „die Kirche in Gummeresbracht“). Als sehr wahrscheinlich für die Anlage des Ortes gilt die zweite Hälfte des 9. Jahrhunderts.
Führende Sprachwissenschaftler widersprachen 2011 der Vermutung, dass der Kölner Erzbischof Gunther als Initiator und möglicherweise Namensgeber (Bestimmungswort Gum-) fungierte. Derzeit wird für sehr wahrscheinlich gehalten, dass die Namensgebung über das Personennamenwort Gundmar oder Gummar in der Genitivform „Gumer“ bzw. „Gummer“ in Verbindung mit der Anlage eines Einzelhofs bereits im 7./8. Jahrhundert erfolgte.

### Neuzeit
Gummersbach gehörte bis zur Franzosenzeit zur Grafschaft Gimborn und fiel 1806 an den französischen Satellitenstaat Großherzogtum Berg. Dort wurde bei der Einführung von Verwaltungsstrukturen nach französischem Vorbild im Kanton Gummersbach des Arrondissements Siegen im Département Sieg auch die Mairie (Bürgermeisterei) Gummersbach eingerichtet. Nachdem das Gebiet 1814 an Preußen gefallen war, wurde aus der Mairie die preußische Bürgermeisterei Gummersbach. Diese gehörte zunächst ab 1816 zum Kreis Gimborn, ab 1825 zum Kreis Gummersbach und bestand nur aus der Stadt Gummersbach. Im Jahr 1857 erhielt Gummersbach das Stadtrecht gemäß der Rheinischen Städteordnung.
Im Rahmen der Gebietsreform in Nordrhein-Westfalen wurden am 1. Juli 1969 große Teile der ehemaligen Gemeinde Lieberhausen und kleine Gebietsteile der damaligen Nachbargemeinden Bergneustadt, Bielstein, Denklingen, Gimborn, Marienheide und Wiehl eingegliedert. Gleichzeitig gab es Abtretungen an Bergneustadt und Ründeroth. Im Zuge der zweiten Kommunalgebietsreform, die am 1. Januar 1975 in Kraft trat, wurden große Teile der ehemaligen Gemeinde Gimborn nach Gummersbach eingegliedert (§ 15 Abs. 1 Köln-Gesetz); zugleich wurden kleinere Gebiete nach Wiehl und nach Marienheide ausgegliedert sowie aus diesen jeweils auch nach Gummersbach eingegliedert (§ 15 Abs. 2 und 3, § 16 Nr. 1 Köln-Gesetz).
Seit dem Jahre 1999 fanden viele weitreichende Bauarbeiten im Stadtzentrum statt. Dabei wurden im Jahr 1999 die Kaiser- und Hindenburgstraße zur Fußgängerzone umgebaut und umliegende Straßen im Gegenzug als sogenannter Innenstadtring ausgebaut. Mit der Pleite der Firma Steinmüller, ebenfalls 1999, begann der Umbau des westlichen Stadtzentrums vom Industriegelände zu einem neuen Teil der Innenstadt (siehe Abschnitt #Stadtentwicklung – Steinmüllergelände).

### Einwohnerentwicklung

Bevölkerungsentwicklung von 1890–2017

(Haupt- und Nebenwohnsitze)
| Jahr | Einwohner |
| ---- | --------- |
| 1890 | 7.748     |
| 1910 | 16.050    |
| 1925 | 17.310    |
| 1950 | 30.617    |
| 1953 | 31.557    |
| 1957 | 32.150    |
| 1967 | 32.822    |
| 1977 | 49.285    |
| 1990 | 50.965    |
| 1995 | 54.462    |

| Jahr | Einwohner |
| ---- | --------- |
| 2000 | 53.311    |
| 2002 | 54.318    |
| 2003 | 54.212    |
| 2004 | 54.312    |
| 2005 | 54.286    |
| 2006 | 53.878    |
| 2007 | 53.668    |
| 2008 | 53.337    |
| 2009 | 52.710    |
| 2010 | 52.495    |

| Jahr | Einwohner |
| ---- | --------- |
| 2011 | 52.234    |
| 2012 | 52.234    |
| 2013 | 52.056    |
| 2014 | 51.968    |
| 2015 | 50.412    |
| 2016 | 50.368    |
| 2017 | 50.497    |
| 2020 | 52.705    |
| 2021 | 51.126    |
| 2022 | 53.855    |

## Politik

### Bürgermeister
Die Bürgermeister von Gummersbach sind seit 1807 namentlich belegt. Nachfolgend eine Auflistung der Personen der vergangenen 200 Jahre:
- 1807–1813 Peter Georg Heuser (Maire)
- 1813–1814: Christoph Wilhelm Abraham Pickhardt
- 1814–1816: Friedrich Reinshagen (Verwaltungs-Kommissar)
- 1816–1819: Friedrich Reinshagen
- 1819–1834: Adolf Heuser
- 1835–1839: Christian Pickhardt (Bürgermeisterei-Verwalter)
- 1839–1844: Christian Pickhardt
- 1845–1845: Christian Müller (Bürgermeisterei-Verwalter)
- 1845–1848: Peter Wilhelm Huland (Bürgermeisterei-Verwalter)
- 1848–1853: Wilhelm Dümpelmann
- 1853–1861: Johann Christian Bickenbach
- 1861–1861: Freiherr von Müffling (Bürgermeisterei-Verwalter)
- 1861–1867: Franz Pütz
- 1867–1879: Friedrich Albers
- 1879–1903: Ernst Bülowius
- 1903–1914: Richard Barth
- 1914–1924: Eduard Foller
- 1924–1933: Hermann Kempkens
- 1933–1945: Wilhelm Mackh (NSDAP)
- 1945–1946: Theodor Stuplich
- 1946–1948: Martin Siebert (CDU)
- 1948–1952: Wilhelm Heidbreder (SPD)
- 1952–1964: Fritz Eschmann (FDP)
- 1964–1975: Heinz Billig
- 1975–1989: Hubert Sülzer (CDU)
- 1989–1999: Karl Holthaus (SPD)
- 1999–2004: Paul-Gerhard Schmitz (CDU)
- seit 2004: Frank Helmenstein (CDU)

### Stadtrat
| Partei     | CDU | SPD | GRÜNE | FDP | LINKE | AfD | Piraten | Gesamt |
| Sitze 2020 | 21  | 11  | 6     | 3   | 2     | 3   | –       | 46     |
| Sitze 2014 | 21  | 14  | 3     | 3   | 2     | –   | 1       | 44     |

### Städte- und Länderpartnerschaften
- La Roche-sur-Yon, Frankreich (seit 1968)
- Burg, Deutschland (seit 1. November 1990)
- Afandou auf Rhodos, Griechenland (seit 16. Oktober 2001)
- Lębork, Polen, ehemals Lauenburg / Pommern. Es bestehen freundschaftliche Beziehungen, aber keine Partnerschaft. 1955 übernahmen der Oberbergische Kreis und die Stadt Gummersbach eine Patenschaft für die aus Lauenburg stammenden Vertriebenen, die sich alle zwei Jahre in Gummersbach treffen.
- Lesotho. Gummersbach ist die einzige Stadt Deutschlands mit einem Partnerland (seit 5. Juli 2012)[11]

### Wappen
Durch allerhöchsten Erlass des Königs Wilhelm II. von Preußen vom 27. Juli 1892 wurde der Stadt Gummersbach die Genehmigung zur Führung eines Stadtwappens erteilt. Die weiß-roten Schachbalken auf goldenem Grund waren die Wappenzier der Grafen von der Mark, die 350 Jahre lang Landesherren über das Amt Neustadt und über die Veste Gummersbach waren. Die Spindel im blauen Feld versinnbildlicht den Gewerbefleiß der Bevölkerung und insbesondere die Textilindustrie, die um die Jahrhundertwende einem großen Teil der Einwohner Lohn und Brot gab. Die Mauerkrone wurde auf Anregung des Königlichen Heroldsamtes in Berlin in das Wappenbild aufgenommen.

## Stadtzentrum
Im Jahr 1999 wurden die Kaiserstraße und die Hindenburgstraße im Stadtzentrum zu einer Fußgängerzone. Seitdem läuft der Verkehr um die Innenstadt herum, über die La-Roche-sur-Yon-Straße (benannt nach der frz. Partnerstadt) und die Karlstraße, die heute Teil des seit 2016 geschlossenen Innenstadtrings sind. Die neu geschaffene Fußgängerzone ist heute die wichtigste Einkaufsstraße Gummersbachs. Weitere Fußgängerzonen befinden sich in der Moltkestraße, der Wilhelmstraße, der Schützenstraße, der Alte Rathausstraße sowie der Kampstraße. Die Wilhelmstraße wurde im Jahr 2015 als eine der letzten Fußgängerzonen grundsaniert. Am Treffpunkt von Kaiser-, Hindenburg- und Moltkestraße befindet sich der Lindenplatz, der gelegentlich für Veranstaltungen (zum Beispiel Freiluftkonzerte oder Weihnachtsmärkte) genutzt wird.
Gegenüber dem Rathaus liegt der Bismarckplatz. Hier finden ebenfalls immer wieder Veranstaltungen statt. Jeden Dienstag- und Donnerstagvormittag findet man dort einen Wochenmarkt.
Innerhalb des Innenstadtrings liegt das Kino Burgtheater, welches zurzeit geschlossen ist und zu einem Programmkino umgebaut werden soll. Bis 2008 befand sich im Stadtteil Dieringhausen ein weiteres Kino. Außerhalb des Innenstadtrings findet man das zurzeit wegen Renovierungsbedarfs geschlossene Stadttheater mit 800 Sitzplätzen. Gegenüber gelegen ist die Eugen-Haas-Halle. Sie war bis 2013 neben der Kölner Lanxess Arena eine Heimspielstätte des Handball-Bundesligisten VfL Gummersbach. Zur Saison 2013/2014 zog dieser in die, auf dem Steinmüllergelände neu errichtete, Schwalbe-Arena um. An der Singerbrinkstraße befindet sich das Erlebnisbad Gumbala („Gummersbacher Badeland“). An der Moltkestraße befindet sich das Kreishaus des Oberbergischen Kreises. Gegenüber liegt die Kreis- und Stadtbücherei.
Im Jahr 2013 wurde die Halle 32 eröffnet. Dort finden seitdem Konzerte, Gottesdienste, Comedy- und Theatervorführungen statt. Die Halle bietet bis zu 1.500 Zuschauern Platz. Im Obergeschoss befindet sich darüber hinaus ein Businessbereich, der u. a. vom VfL Gummersbach bei Heimspielen in der benachbarten Schwalbe-Arena genutzt wird. Zu diesem Zweck ist der Businessbereich auch über eine Brücke mit der Schwalbe-Arena verbunden.
Der Kern der Innenstadt liegt in einem Tal zwischen den Erhebungen Steinberg, Hepel und Berstig. Auf den Erhebungen befinden sich Wohngebiete, die zur Innenstadt gehören. Auf der Berstig befindet sich das Kreiskrankenhaus. 2022 erreichte die Innenstadt die Zahl von 10.000 Einwohnern.

## Stadtentwicklung – Steinmüllergelände
Nach der Insolvenz des Unternehmens L. & C. Steinmüller 2002 kaufte die Stadt Gummersbach das Firmengelände im Stadtzentrum für etwa vier Millionen Euro von Babcock Borsig Power Environment. Zwischen 2007 und 2021 wurde der Großteil der alten Fabrikhallen nach und nach abgerissen. Lediglich zwei Hallen wurden erhalten: die Halle 32, als Erinnerung an die industrielle Vergangenheit, dient heute als Veranstaltungshalle für Konzerte, Messen, Kongresse, Gottesdienste und andere Events. Die Halle 51 am Bahnhof wurde erweitert und beherbergt heute Büros sowie Gastronomie. Südlich der Halle 32 entstand der Stadtgarten.
Am 2. November 2007 wurde dort der Campus Gummersbach der Technischen Hochschule Köln eröffnet. Zwischen der Hochschule und der Kreuzung Karlstraße/Hindenburgstraße wurde der Innenstadtring geschlossen. Der neue Busbahnhof, der nun direkt am ebenfalls neu gestalteten Bahnhof liegt, wurde zum Fahrplanwechsel 2015 in Betrieb genommen.
Im August 2013 wurde die Schwalbe-Arena, eine Multifunktionsarena mit gut 4.100 Sitz- und Stehplätzen, eröffnet. Sie ist die Heimspielstätte des VfL Gummersbach.
Größtes Neubauvorhaben des Geländes war die Errichtung des Einkaufszentrums Forum Gummersbach. Es wurde im September 2015 eröffnet. Es beherbergt auf einer Fläche von gut 15.000 m² über 70 Geschäfte und Gastronomiebetriebe. Gleichzeitig mit dem Einkaufszentrum wurde auch die Verbindung zwischen Steinmüllergelände und bestehender Innenstadt über die Kampgasse eröffnet. Eine weitere Verbindung wurde 2016 nördlich des Forums eröffnet. Im April 2019 bezog das Amtsgericht sein neues Gebäude. Seit Mitte 2019 befindet sich zwischen Forum und Schwalbe-Arena ein Multiplexkino.
Darüber hinaus ist das Steinmüllergelände der Sitz zahlreicher Unternehmen und Einrichtungen. Dazu zählen u. a. die Hauptverwaltung der Ferchau GmbH, das Kriminalkommissariat Gummersbach und eine Geschäftsstelle der AOK Rheinland/Hamburg.
Westlich des Steinmüllergeländes liegt ein weiteres altes Industrieareal – das ehemalige Gelände der Firma Ackermann. Das Gelände wurde ebenfalls von der Stadt gekauft und die Gebäude wurden abgerissen. Dort befinden sich heute eine Kita, ein Studierendenwohnheim sowie weitere Wohngebäude.

## Sehenswürdigkeiten

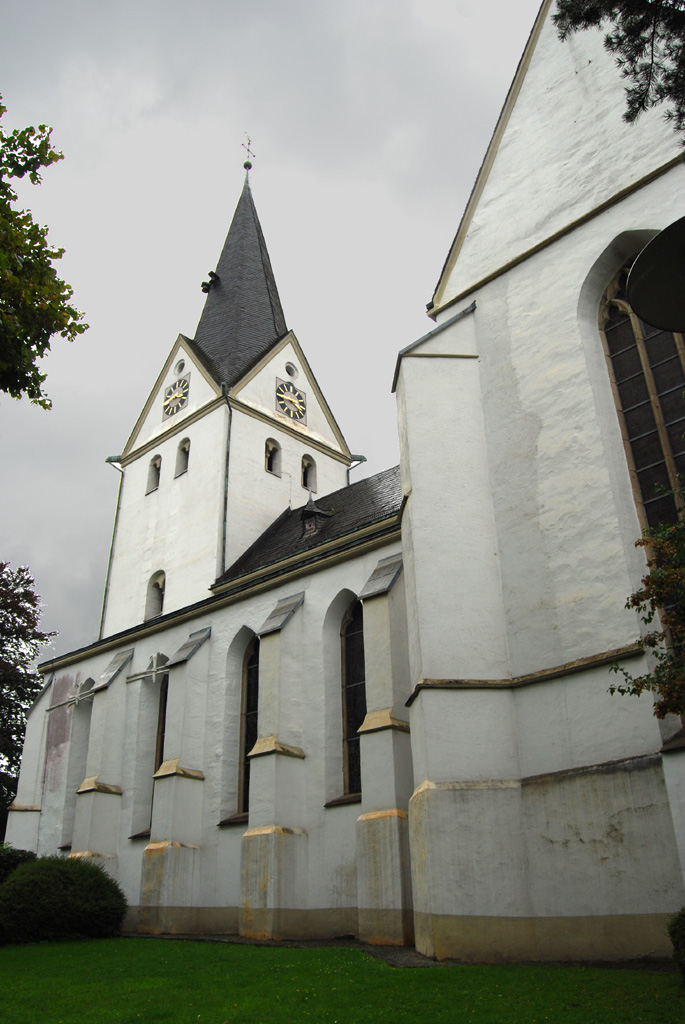
Evangelische Kirche – Oberbergischer Dom

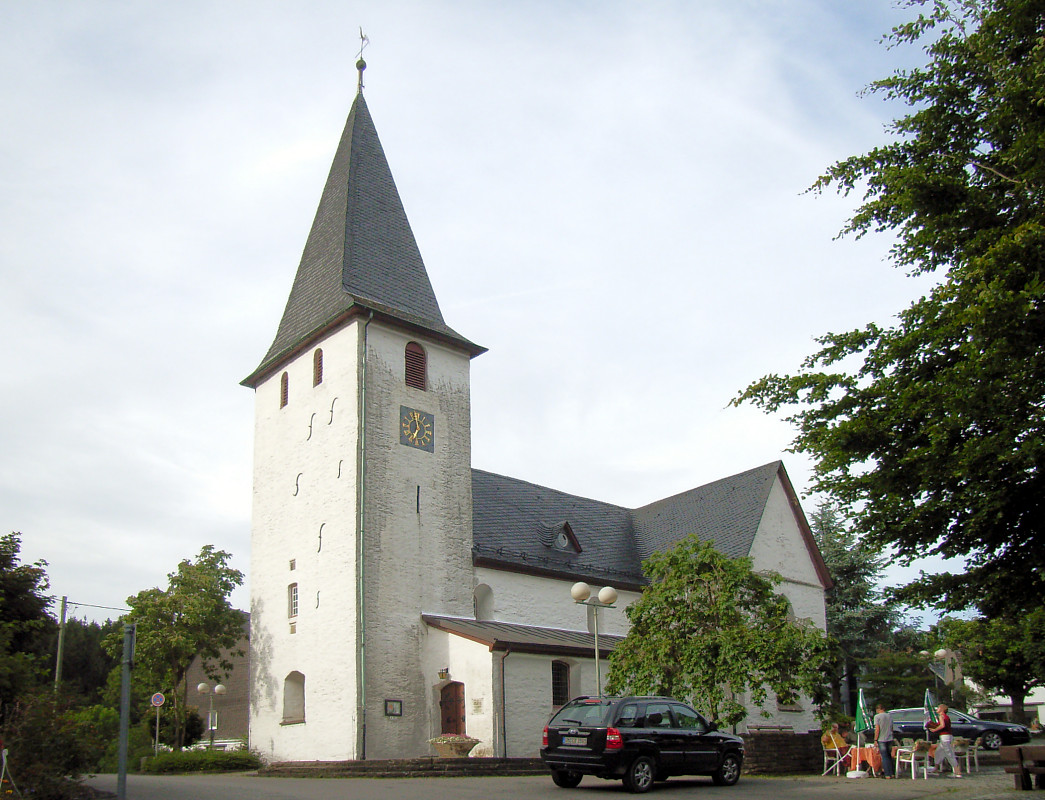
Ev. Kirche Lieberhausen

Umgestaltete Industrie-Architektur: Halle 32

- Im heutigen Zentrum der Stadt steht die Burg, ein im Jahr 1700 vom damaligen Amtsvogt Pollmann erbautes Wohnhaus (siehe auch: Vogteihaus Gummersbach), das wegen seiner Steinbauweise „Die Burg“ genannt wird – eine im Oberbergischen übliche Bezeichnung für ältere Steinhäuser. Es liegt an der Kaiserstraße im Bereich der Fußgängerzone.
- Der Oberbergische Dom: In der Altstadt erhebt sich die evangelische Kirche. Sie wurde im 11. Jahrhundert im romanischen Stil als Hallenkirche errichtet.
- Katholische Pfarrkirche St. Franziskus: sie befindet sich am Lindenplatz. Das Kirchenschiff wurde nach starken Schäden Anfang der 1970er Jahre abgebrochen und nach Plänen des Kölner Architekten Hanns Hoffmanns neu erbaut; von der neugotischen Vorgängerkirche blieb nur der Turm erhalten, der heute unter Denkmalschutz steht.
- Evangelische Kirche Hülsenbusch: Die evangelische Kirche in Hülsenbusch wurde im 18. Jahrhundert nach einem Ortsbrand wieder aufgebaut und barock ausgestattet.
- Bunte Kerken: In Lieberhausen steht eine von mehreren Bunten Kerken des Oberbergischen Landes, eine evangelische Kirche mit mittelalterlichen Deckengemälden.
- Talsperren: Der Oberbergische Kreis ist bekannt für seine zahlreichen Talsperren. Sie sind Anziehungspunkt für Touristen und Camper. Auf dem Gummersbacher Stadtgebiet liegt die Aggertalsperre sowie ein Teil der Genkeltalsperre.
- Halle 32: Veranstaltungshalle und ehemalige Produktionshalle der Firma Steinmüller mit Platz für bis zu 1.500 Personen
- Schwalbe-Arena: Multifunktionsarena und Heimspielstätte des VfL Gummersbach mit gut 4.100 Sitz- und Stehplätzen (bei Handballspielen)

## Sport
Handball:
- Der VfL Gummersbach (Herrenmannschaft) war in den 1970er und 1980er Jahren eine der erfolgreichsten Handball-Mannschaften Europas und spielt (mit Unterbrechung von 2019 - 2021) in der 1. Handball-Bundesliga.
- Der TuS Derschlag gilt als zweiterfolgreichste Handballmannschaft der Stadt, der in den 1970er-Jahren ebenfalls kurzzeitig in der 1. Liga spielte und in Kooperation mit dem VfL Gummersbach in der 3. Liga spielt.

Fußball:
- Die Frauenmannschaft von TuRa Dieringhausen spielte zwei Jahre lang in der Regionalliga West
- Die DJK Gummersbach e. V. wurde im Jahr 1961 gegründet und spielt ab der Saison 2009/2010 in der Kreisliga B, Staffel 3.
- Der 1. FC Gummersbach ging nach der Saison 1999/2000 als eigenständiger Club aus dem Gesamtverein des VfL Gummersbach hervor. Er spielt ab der Saison 2008/2009 wieder in der Kreisliga A, nachdem er für ein Jahr in der Bezirksliga Mittelrhein gespielt hatte. Durch einen weiteren Abstieg in der Saison 2008/2009 spielt der 1. FC Gummersbach zurzeit in der Kreisliga B, Staffel 3.

Schwimmen:
- Freizeitbad Gumbala: das „Gummersbacher Bade- und Saunaland“ befindet sich am Rande der Innenstadt
- Hallenbad Derschlag: für die Öffentlichkeit nur dienstags und donnerstags Frühschwimmen
- Naturfreibad Bruch: öffnet jeden Sommer am Vorbecken der Aggertalsperre

Leichtathletik:
- Die LG Gummersbach vereint die Leichtathletikabteilungen von fünf Vereinen aus Gummersbach und Umgebung. Der von der LG veranstaltete Silvestercrosslauf ist möglicherweise der älteste in Deutschland.[13]

Weitere Sportvereine:
- In der DJK Gummersbach e. V. werden die Sportarten Tischtennis, Fußball, Gymnastik und Kinderturnen ausgeübt.
- Die Gummersbacher Steeldart-Werfer sind im 1. Steeldartclub (SDC) Gummersbach „Freitag der 13.“ e. V. organisiert.
- Reit-Fahrverein Gummersbach e. V.
- Der RCM Gummersbach e. V betreibt RC-Modellsport auf seinem Vereinsgelände in Halsterbach (bei Eckenhagen); vorwiegend Segel-, Motor- und Helikopterflug.
- Deutscher Alpenverein – Sektion Gummersbach e. V. ist aktiv im Naturschutz, Wandern, Bergsteigen, Klettern, Mountainbiking und bietet eine Familiengruppe an.

## Religion

### Hinduismus
Der im Südosten der Innenstadt gelegene Sri-Kurinchikumaran-Tempel gilt als der zweitgrößte hinduistische Tempel Deutschlands.

## Wirtschaft und Infrastruktur

### Wirtschaft
Bedeutende Unternehmen im Stadtgebiet sind u. a. Dienstleistungsunternehmen, wie die seit 1966 ansässige Ferchau GmbH, HZI Steinmüller (ehem. Steinmüller Babcock Environment) und Opitz Consulting. Aber auch die Tapetenhersteller A.S. Création und auch P+S international, Abus Kransysteme und Gizeh Raucherbedarf zählen dazu. Außerdem ist der Industriestandort durch die Herstellung von Teilen für die Automobilindustrie sowie durch den Maschinenbau geprägt. Die größten Gewerbegebiete sind Windhagen-West, Windhagen-Ost und Sonnenberg. Im Gewerbegebiet Windhagen-West befindet sich auch das Gründer- und Technologiezentrum. Darüber hinaus ist die Innenstadt ein wichtiger Dienstleistungsstandort, der über mehrere Fußgängerzonen, das Einkaufszentrum Forum sowie das Einkaufszentrum Bergischer Hof verfügt.
Gummersbach ist eine von nur zwei Kommunen in Deutschland, in denen Filialen beider Supermarktketten (Nord und Süd) der Marke Aldi präsent sind; die andere ist Siegen.

### Verkehr
Der Modal Split von 2023 zeigte für Gummersbach, dass 21 % der Wege zu Fuß, 4 % mit dem Rad, 13 % mit dem ÖPNV und 62 % mit dem Auto zurückgelegt werden.

#### Bus und Bahn

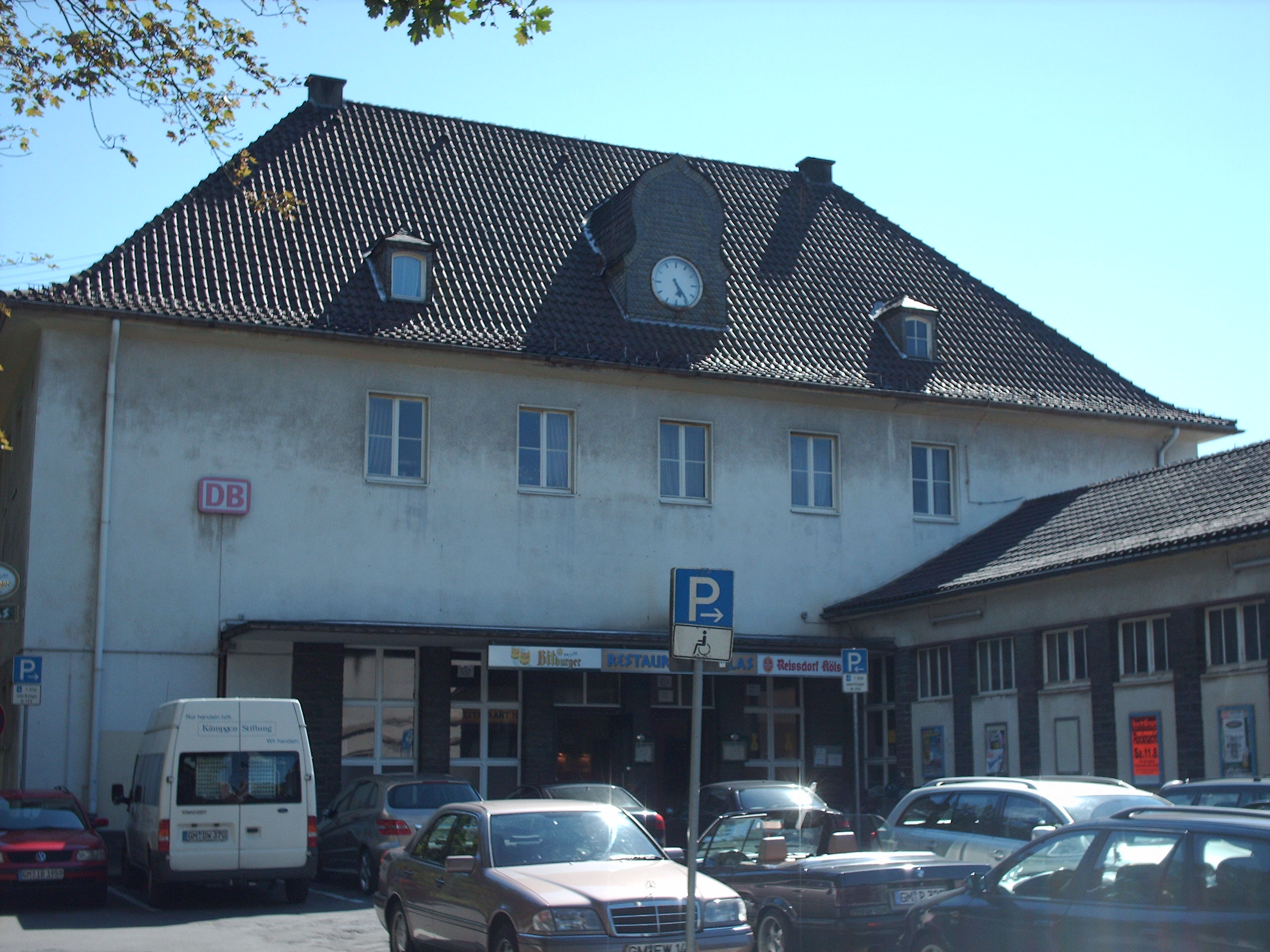
Bahnhof Gummersbach, das Gebäude wurde im Januar 2012 abgerissen

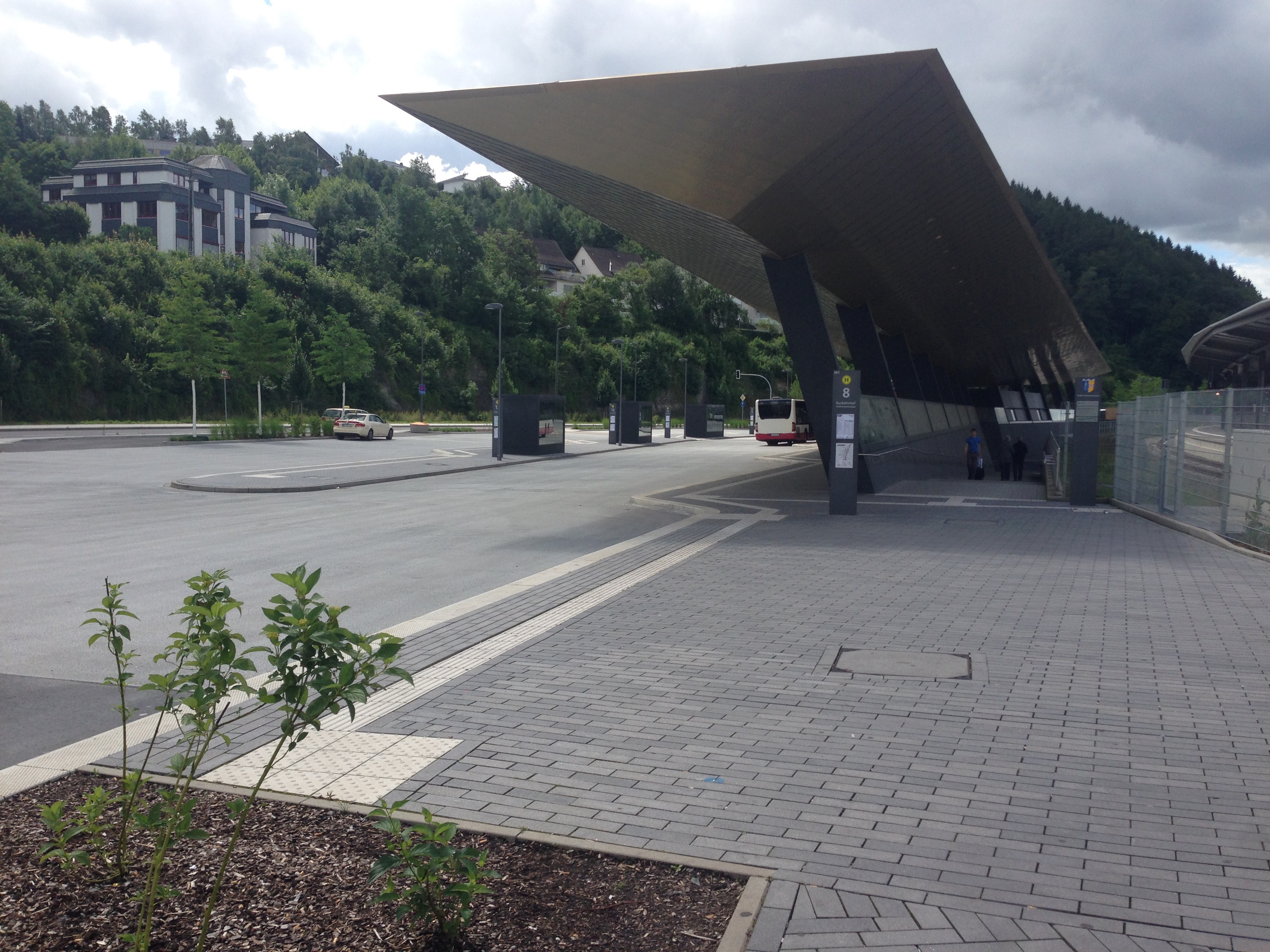
Neuer Busbahnhof

Die größtenteils eingleisige Oberbergische Bahn (RB 25) verbindet den Bahnhof Gummersbach mit Köln und Lüdenscheid. In Lüdenscheid-Brügge besteht direkter Anschluss an die Regionalbahn 52 nach Hagen und Dortmund. Dadurch ist Gummersbach an die Fernbahnhöfe Köln Hauptbahnhof, Köln Messe/Deutz, Hagen Hauptbahnhof sowie Dortmund Hauptbahnhof angeschlossen. Den Kölner Hauptbahnhof erreicht man im Halbstundentakt in ca. 70 Minuten. Lüdenscheid erreicht man im Stundentakt in rund 50 Minuten. Nach Hagen benötigt man ebenfalls rund 70 Minuten, nach Dortmund sind es gut 100 Minuten. 
Im Zuge des Umbaus des Bahnhofsumfeldes wurde das Gummersbacher Empfangsgebäude abgerissen. An dieser Stelle befindet sich seit 2015 der Busbahnhof. Der Mittelbahnsteig wurde ebenfalls neu gebaut. Eine Unterführung verbindet nun den Bahnsteig barrierefrei mithilfe von Rampen in Richtung Westen mit der Hochschule und dem Einkaufszentrum Forum sowie in Richtung Osten mit der Fußgängerzone. Am Busbahnhof verkehren wochentags täglich rund 400 Busse der OVAG und VBL; am Wochenende sind es etwa 220 bis 250. 17 Linien verbinden das Zentrum mit den innerstädtischen Wohngebieten, den meisten Ortsteilen (entweder als Linien- oder Rundverkehr) sowie mit den auswärtigen Zielen Bergneustadt, Drolshagen, Engelskirchen, Hückeswagen, Lindlar, Marienheide, Morsbach, Nümbrecht, Olpe, Overath, Reichshof, Remscheid-Lennep, Waldbröl, Wiehl und Wipperfürth. Die Linien verkehren abhängig von Wochentag und Uhrzeit im Viertelstunden-, Halbstunden- oder Stundentakt.
Für den gesamten Öffentlichen Personennahverkehr (ÖPNV) gilt der Tarif des Verkehrsverbundes Rhein-Sieg (VRS) und tarifraumüberschreitend der NRW-Tarif.
Bis in die 1950er Jahre hatte Gummersbach eine Straßenbahn, von der heute kaum noch etwas zu sehen ist. Nach der Stilllegung wurde diese durch ein Oberleitungsbus-Netz ersetzt, bevor auch der Oberleitungsbus von herkömmlichen Omnibussen abgelöst wurde.
Im Stadtgebiet befindet sich außerdem die Bahnstrecke Siegburg–Olpe, welche aber ab Dieringhausen schon seit 1979 (Personenverkehr) sowie 1997 (Güterverkehr) stillgelegt und teilweise abgebaut ist. Bis Overath wird diese Strecke jedoch von der Oberbergischen Bahn befahren.
Siehe auch: Oberbergische Verkehrs-AG, Eisenbahnnetz im Oberbergischen Land

#### Radverkehr
Gummersbach verfügt bisher über kein durchgehendes Radwegenetz. Gut ausgebaute Radwege existieren nur abschnittsweise an einigen Hauptstraßen. Im Jahr 2022 wurde allerdings ein Radverkehrskonzept vorgestellt, das den Aufbau eines geschlossenen Radwegenetzes vorsieht. Seit dem Aufkommen von Pedelecs und E-Bikes hat das Fahrrad, als alltägliches Transportmittel, auch in der bergigen Topographie Gummersbachs an Beliebtheit gewonnen. Gut ausgebaute Wege finden sich bisher vor allem im Aggertal, entlang des Autobahnzubringers Westtangente sowie zwischen der Innenstadt und der Aggertalsperre. Ein Bahntrassenradweg führt außerdem auf einem stillgelegten Teil der Aggertalbahn vom Stadtteil Vollmerhausen bis ins 30 km entfernte Olpe. Innerhalb des Stadtgebiets wurden mittlerweile die ersten Einbahnstraßen in Gegenrichtung freigegeben und verschließbare Abstellanlagen am Bahnhof Gummersbach-Dieringhausen, am Busbahnhof Derschlag sowie am Rathaus errichtet.

#### Straßenverkehr
Gummersbach ist über die Bundesautobahnen 4 (E 40) Aachen – Köln – Olpe und 45 (E 41) Dortmund – Hagen – Olpe – Siegen – Gießen – Aschaffenburg sowie die Bundesstraßen 256 Wipperfürth – Altenkirchen (WW) – Neuwied – Mayen erschlossen. Von der A 4 aus erreicht man Gummersbach über die Anschlussstellen 25 (Gummersbach), 24 (Engelskirchen) und 26 (Reichshof/Bergneustadt) und von der A 45 über die Anschlussstelle 16 (Meinerzhagen).

#### Flugverkehr
In der näheren Umgebung liegen die drei Flughäfen Köln/Bonn (ca. 50 km), Dortmund (ca. 80 km) sowie Düsseldorf (ca. 100 km). Außerdem befinden sich die Flugplätze Bergneustadt Auf dem Dümpel und Meinerzhagen kurz hinter der Stadtgrenze.

### Glasfaser-Internet
Die Deutsche Telekom baute 2012 ihr Glasfasernetz in der Gummersbacher Innenstadt, sowie im Stadtteil Steinenbrück und Teilen des Stadtteils Karlskamp aus. Das Netz erreicht dort mittlerweile Geschwindigkeiten von bis zu 1000 Mbit/s. Im Rest der Stadt werden normalerweise Geschwindigkeiten von wenigstens 100 Mbit/s erreicht.

### Fernsehen und Radio
Auf dem Kerberg befindet sich der Sender Gummersbach; dieser hat dieselben Parameter wie der Standort Hohe Warte (Engelskirchen). Von hier aus werden via DVB-T öffentlich-rechtliche Fernsehprogramme gesendet. Der Sender deckt nicht das gesamte Stadtgebiet ab und in den äußeren Stadtteilen hat man teilweise nur mit einer Dachantenne Empfang. Des Weiteren werden via DAB/DAB+ Radioprogramme ausgestrahlt.

### Einrichtungen
- Landesbetrieb Straßenbau NRW, Regionalniederlassung Rhein-Berg, Hauptsitz
- Regionalforstamt Bergisches Land
- Kreishaus, Oberbergischer Kreis
- Kreiskrankenhaus Gummersbach: Wilhelm-Breckow-Allee, über 600 Betten und 17 Fachabteilungen
- Sparkasse Gummersbach: innerhalb des Stadtgebiets mit einer Haupt- und fünf Geschäftsstellen, sowie fünf SB-Geschäftsstellen

## Bildung
Grundschulen:

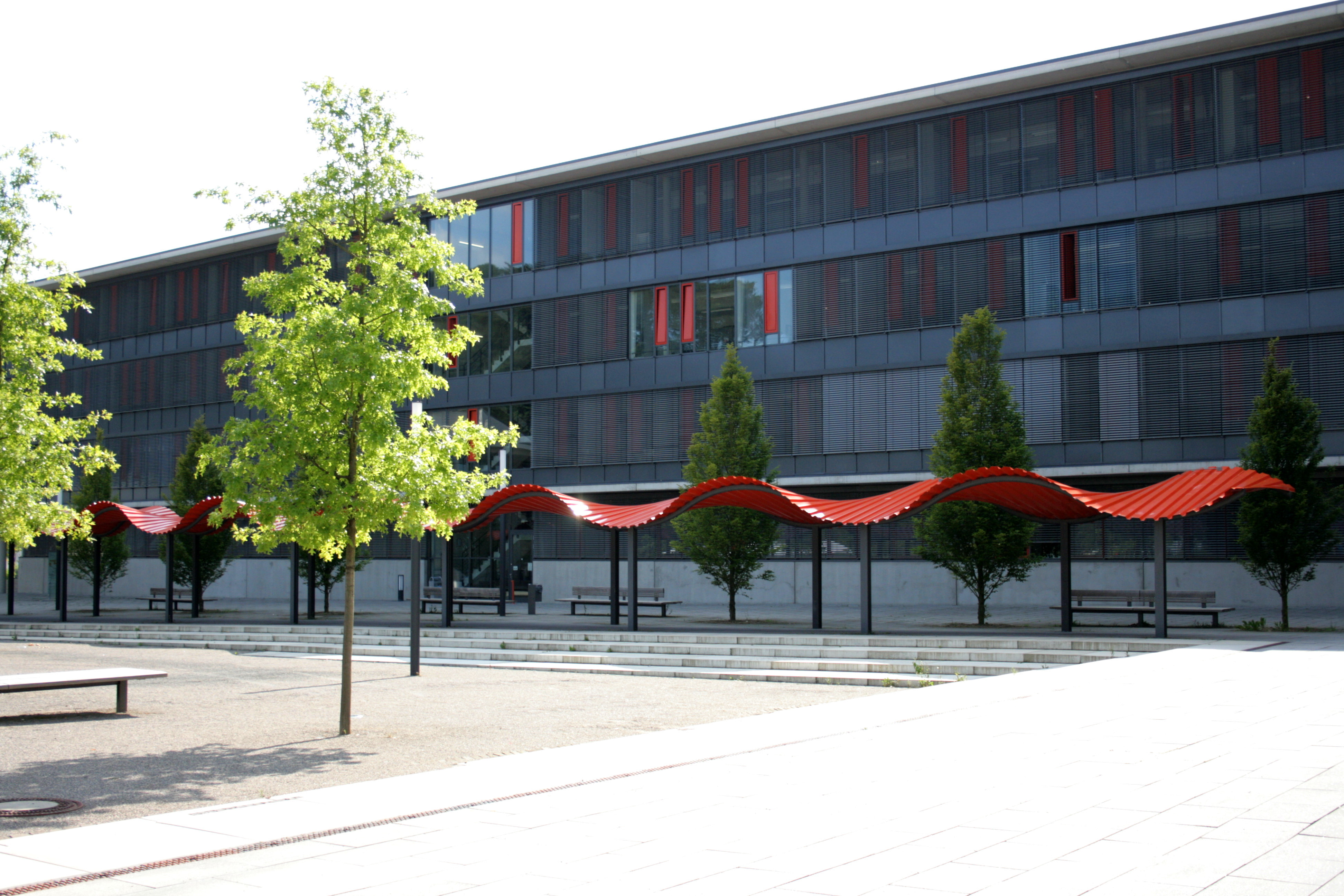
Campus Gummersbach

- Städtische Gemeinschaftsgrundschulen im Stadtzentrum sowie in den Ortsteilen Becke, Bernberg, Derschlag, Dieringhausen, Hülsenbusch, Niederseßmar, Steinenbrück und Windhagen
- Städtische Verbund-Grundschule (mit einem katholischen Zug) im Ortsteil Dieringhausen.
- Freie Christliche Bekenntnisschule Gummersbach e. V.

Hauptschulen:
- Freie Christliche Hauptschule e. V. im Ortsteil Karlskamp

Gesamtschulen:
- Städtische Gesamtschule im Ortsteil Derschlag
- Freie Waldorfschule Oberberg im Ortsteil Vollmerhausen

Realschulen:
- Städtische Realschulen im Stadtzentrum (auf dem Hepel und auf dem Steinberg)
- Freie Christliche Realschule Gummersbach e. V. im Ortsteil Karlskamp

Gymnasien:
- Städtisches Lindengymnasium Gummersbach, beide Gebäude in der Innenstadt
- Abendgymnasium Rhein-Sieg, Außenstelle Oberberg im Stadtteil Dieringhausen
- Freies Christliches Gymnasium Gummersbach e. V. im Ortsteil Karlskamp
- Wirtschaftsgymnasium im Kaufmännischen Berufskolleg Oberberg

Berufsschulen:
- Berufskolleg Oberberg: Ernährung, Sozialwesen und Technik
- Berufskolleg Oberberg: Kaufmännische Schulen
- BildungsCentrum Oberberg für Technik und Wirtschaft

Berufsfachschulen
- Gesundheits- und Bildungszentrum Oberberg im Klinikum Oberberg: Ausbildung in der Gesundheits- und Krankenpflege, Ausbildung in der Operationstechnischen Assistenz, Weiterbildung in der Intensiv- und Anästhesiepflege, im Casemanegement und in der Praxisanleitung, Fortbildungen im Bereich Gesundheit und Pflege.

Hochschulen:
- Technische Hochschule Köln Campus Gummersbach

Sonstige Bildungsstätten:
- Musikschule Gummersbach e. V.
- Jakob-Moreno-Schule (ehemals Friedrich-Fröbel-Schule), Schule für Lernbehinderte im Stadtzentrum
- Schule für Erziehungshilfe des Oberbergischen Kreises im Ortsteil Vollmerhausen
- Theodor-Heuss-Akademie und Archiv des Liberalismus der Friedrich-Naumann-Stiftung für die Freiheit im Ortsteil Niederseßmar
- Verein für Soziale Bildungsarbeit e. V. im Ortsteil Vollmerhausen
- Volkshochschule: im Stadtzentrum
- Kreisvolkshochschule: im Ortsteil Niederseßmar
- Steinmüller Bildungszentrum: im Stadtzentrum (Rospestraße) (Grundausbildung im Metallbereich, Fachlehrgänge für Auszubildende sowie Qualifizierungsmaßnahmen / Ausbildung zu Kaufmann/-frau für Bürokommunikation, Industriekaufmann/-kauffrau sowie zu Groß- und Außenhandelskaufleuten / in Zusammenarbeit mit der Berufsakademie Mannheim Ausbildung zum Bachelor of Engineering)
- College-Institut im Stadtzentrum (EDV-Schulungen und Persönlichkeitstrainings)
- Akademie für christliche Führungskräfte
- Kreis- und Stadtbücherei Gummersbach

Im Ortsteil Lantenbach befand sich von den 1960er bis in die 1990er Jahre das Internat Aggersee, eine private Realschule in freier Trägerschaft.

## Persönlichkeiten

### Söhne und Töchter der Stadt

#### Bis 1900
- Johann Peter Heuser (1726–1809), Kaufmann
- Johann Moritz Schwager (1738–1804), im Ortsteil Kalkkuhl geborener evangelischer Theologe und Schriftsteller
- Carl Ludwig Ferdinand Pollmann (1771–1818), Landrat des Kreises Homburg
- Christian Wöllner (1798–1866), Chemiker und Unternehmer.
- Louise Heuser Wueste (1805–1874), deutsch-amerikanische Malerin der Düsseldorfer Schule
- Adeline Jaeger (1809–1897), Malerin der Düsseldorfer Schule
- Wilhelm König (1810–1857), Kaufmann und Politiker
- Alwine Schroedter (1820–1892), Illustratorin und Malerin
- Adolf Ernst von Ernsthausen (1827–1894), Oberpräsident von Westpreußen, Ehrenbürger von Danzig und Helbing
- Lebrecht Steinmüller (1838–1899), Ingenieur und Mitbegründer der L. & C. Steinmüller GmbH
- Carl Hugo Steinmüller (1872–1959), Unternehmer, Aufsichtsratsvorsitzender der Dampfkessel- und Maschinenfabrik L. & C. Steinmüller
- Oskar Hoffmann (1877–1953), im Ortsteil Rospe geborener Politiker
- Heinrich Kiefer (1877–1946), Architekt
- Rudolf Brüning (1878–1964), Architekt, Innenarchitekt, Möbelentwerfer und Maler
- Robert Dißmann (1878–1926), sozialistischer Politiker und Gewerkschafter
- Werner Heuser (1880–1964), Maler und Zeichner, Direktor der Kunstakademie in Düsseldorf
- Walter von Sybel (1883–1973), Landrat vom Dillkreis und Regierungspräsident in Koblenz
- Heinrich von Sybel (1885–1969), Politiker (CNBL, NSDAP)

#### 1901 bis 1950
- Bruno Goller (1901–1998), Maler
- Johannes Klein (1904–1973), Germanist und Hochschullehrer
- Wilhelm Wöller (1907–1954), expressionistischer Maler
- Ottmar Kohler (1908–1979), Arzt (literarisch verewigt als Der Arzt von Stalingrad von Heinz Günther Konsalik)
- Fritz Eschmann (1909–1997), Politiker (SPD)
- Eberhard Nöller (1911–2003), Ministerialbeamter in Bonn
- Eugen Haas (1916–1995), Handballfunktionär
- Walter Baum (1921–2007), Typograf, Lehrer und Grafiker
- Wilhelm Grote (1923–2003), Neurochirurg, Hochschullehrer und Direktor am Klinikum Essen
- Johannes Haas (1931–2004), Musiker, Komponist, Herausgeber und Chorleiter
- Hartmut Stegemann (1933–2005), Theologe
- Reiner Foerst (1933–2009), Unternehmer
- Klaus Sturm (1934–2023), evangelischer Theologe und Rektor der Universität Siegen
- Manfred Molzberger (1936–2003), Leichtathlet und Olympiateilnehmer
- Rolf Jaeger (1937–2011), Handballspieler und -trainer
- Rolf Peffekoven (1938–2019), Finanzwissenschaftler
- Klaus Schwarze (1940–2024), Sportjournalist
- Klaus Brand (* 1941), Handballspieler und Trainer
- Karl Wilhelm Demmer (1941–2019), Generaloberstabsarzt der Bundeswehr
- Karl-Ulfert Weuste (1943–2016), Geschäftsführer und Mitgründer der Firma Wundi
- Elmar Ferber (1944–2008), Verleger
- Ulrich Strombach (* 1944), Präsident des Deutschen Handballbundes
- Dan van Husen (1945–2020), Schauspieler
- Erich Wolfgang Bick (* 1946), Generaloberstabsarzt der Bundeswehr
- Ilona Gusenbauer (* 1947), österreichische Leichtathletin
- Fred Viebahn (* 1947), Schriftsteller
- Hans-Walter Keweloh (* 1947), Historiker, Direktor des Deutschen Schifffahrtsmuseums
- Klaus Westebbe (* 1949), Handballspieler
- Klaus Schlagheck (* 1950), Handballspieler
- Gerd Küveler (1950–2020), Astronom und Informatiker, Initiator des Gummersbacher Mondprogramms

#### Ab 1951
- Marion Heinz (* 1951), Philosophin und Hochschullehrerin
- Heiner Brand (* 1952), Handballspieler und -trainer
- Ulrich Stein (* 1954), Rechtswissenschaftler und Hochschullehrer
- Andreas Rudolph (* 1955), Unternehmer, Handballspieler und -funktionär
- Jürgen Domian (* 1957), TV- und Radiomoderator
- Hella von Sinnen (* 1959), Komikerin
- Matthias Hardt (* 1960), Historiker
- Gunther Hirschfelder (* 1961), Kulturanthropologe und Volkskundler
- Volker Kessler (* 1962), Mathematiker und Theologe
- Oliver Bange (* 1964), Militärhistoriker
- Martin Vetter (* 1964), evangelischer Theologe, Propst
- Susanne Hilger (* 1965), Historikerin
- Lothar Keller (* 1965), Journalist und Fernsehmoderator
- Michaela Eichwald (* 1967), Künstlerin
- Jan Sosniok (* 1968), Schauspieler
- Norbert Lücke (* 1970), Schachspieler
- Volker Janitz (* 1971), Radiomoderator
- Meike Hemschemeier (* 1972), Wissenschaftsjournalistin und Dokumentarfilmerin
- Friedemann Weise (* 1973), Liedermacher und Satiriker
- Ben Bela Böhm (* 1975), Schauspieler
- Patrick Zoll (* 1977), Philosoph
- Oliver Bender (* 1982), Schauspieler
- Julian Krieg (* 1987), Handballspieler
- Sandra Eichenhofer (1992–2015), Rennreiterin
- Lucas Puhl (* 1992), Handballspieler
- Benedikt Duda (* 1994), Tischtennisspieler und deutscher Nationalspieler
- Philipp Jaeger (* 1994), Handballspieler
- Paul Drux (* 1995), Handballspieler
- Oliver Schnitzler (* 1995), Fußballspieler
- Florian Alt (* 1996), Motorradrennfahrer
- Sinan Karweina (* 1999), Fußballspieler
- Maximilian Eisberg (* 2005), Automobilrennfahrer

### Personen mit Beziehung zur Stadt
- Johann Friedrich Franz von Steinen (1758–1819), deutscher Pastor und Lokalhistoriker
- Johann Wilhelm Sondermann (1770–1857), erster Pionier der Gummersbacher Textilindustrie
- Franz Garenfeld (1775–1824), Landrat der Kreise Gimborn und Homburg, mit Sitz ab 1819 in Gummersbach
- Henriette Jügel (1778–1850), deutsche Malerin
- Friedrich Reinshagen (1784–1854), Landrat der Kreise Gimborn, Homburg und ab 1825 Gummersbach
- August Reinhold Kaiser (1805–1874), Landrat
- Julius Friedrich Siegismund Tschirschnitz (1825–1868), Landrat
- Otto Gebühr (1877–1954), deutscher Schauspieler
- Albert Ackermann (1882–1954), Unternehmer
- Martin Jahn (1898–1981), Maler, Zeichner und Kunstpädagoge
- Friedrich-Wilhelm Goldenbogen (1914–1982), erster Oberkreisdirektor
- Georg Reitor (1919–2013), Hochschullehrer in Gummersbach
- Jürgen Habermas (* 1929), Philosoph
- Siegfried Grote (1930–2018), Regisseur und Theaterintendant
- Fritz J. Adrian (* 1930), Ingenieur, Geschäftsführer der L. & C. Steinmüller GmbH
- Hans-Ulrich Wehler (1931–2014), Historiker
- Anika Klüver (* 1981), Schriftstellerin und Literaturübersetzerin

### Ehrenbürger
Die Ehrenbürgerwürde der Stadt Gummersbach erlischt satzungsgemäß mit dem Tode des Geehrten.
- 1895–1898: Otto von Bismarck (1815–1898), deutscher Reichskanzler a. D.
- 1916–1936: Bernhard Krawinkel, deutscher Industrieller
- 1917–1934: Paul von Hindenburg (1847–1934), deutscher Generalfeldmarschall und Reichspräsident
- 1927–1932: Karl Bockhacker, deutscher Industrieller
- 1952–1959: Carl Hugo Steinmüller (1872–1959), deutscher Industrieller
- 1967–1968: Martin Siebert, deutscher Industrieller/Bürgermeister (1947/48)